# Gheorghe Zamfir
Gheorghe Zamfir /'ge̯or.ge zamˈfir/ (ur. 6 kwietnia 1941 w Găești) – rumuński muzyk, wirtuoz gry na fletni Pana.
Początkowo pragnął zostać akordeonistą. W wieku 14 lat zaczął naukę gry na fletni Pana jako samouk. Swoją edukację kontynuował w Akademii Muzycznej w Bukareszcie, gdzie był uczniem Faniki Luki (1968). W stołecznej uczelni uzyskał dyplom pedagoga, ukończył też dyrygenturę. Został zauważony przez szwajcarskiego znawcę muzyki etnicznej Marcela Celliera, który w latach 60. XX w. badał rumuńską muzykę ludową. Zamfir przeszedł do historii rozwijając i unowocześniając tradycyjny rumuński styl grania na fletni Pana, jak również sam instrument, zwiększając w nim liczbę piszczałek z 20 do 22, 25, 28 i 30 oraz zwiększając tym samym jego zakres, uzyskując – także poprzez odpowiednią zmianę ułożenia ust podczas gry – do 9 dźwięków z każdej piszczałki.

## Kariera sceniczna

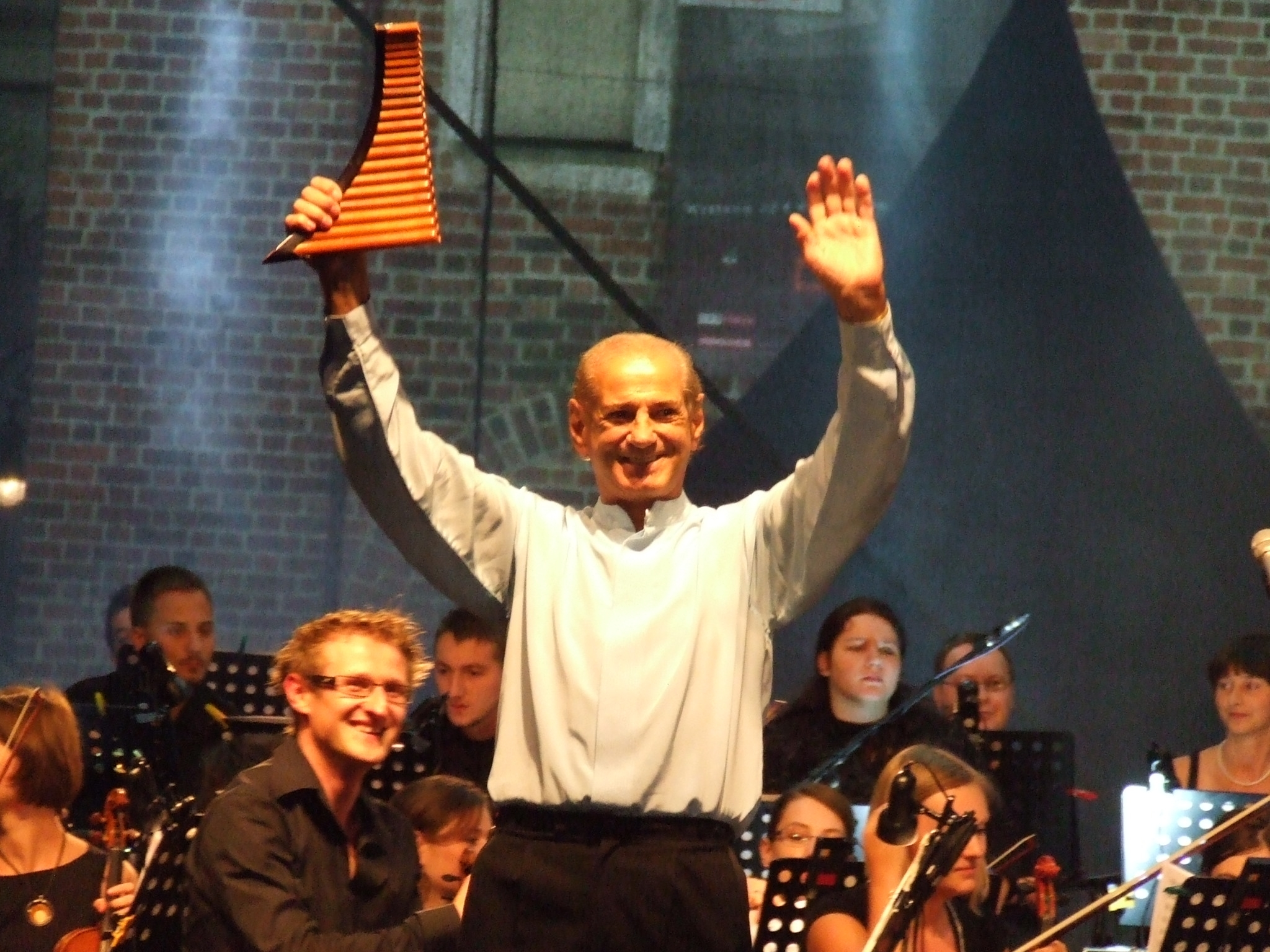
Artysta podczas występu w Krakowie w 2008 roku

Podczas swojej 50-letniej kariery, Gheorghe Zamfir zdobył w sumie 120 złotych i platynowych płyt, sprzedając w tym czasie ponad 120 milionów albumów. W 1976 roku jego utwór Doina de Jale dotarł do czwartej pozycji brytyjskiej listy przebojów.
Artysta napisał książkę poświęconą grze na fletni Pana:
Traitė Du Naï Roumain: méthode de flûte de pan, Paris: Chappell S.A., 1975, ISBN 88-8291-286-8.
Ponadto jest autorem autobiografii: Binecuvântare şi blestem (Błogosławieństwo i przekleństwo), Arad: Mirador, 2000, ISBN 973-9284-56-6.
Dzięki licznym występom w reklamach telewizyjnych, jak również poprzez dużą liczbę sprzedanych albumów rozpropagował fletnię Pana, przybliżając szerszej publiczności zarówno sam instrument, jak i technikę gry na nim. Jednym z jego bardziej znaczących wkładów w muzykę filmową był soundtrack do klasycznego australijskiego obrazu Piknik pod Wiszącą Skałą. Jego muzyka znajduje się na ścieżkach dźwiękowych wielu hollywoodzkich produkcji. Został poproszony przez Ennio Morricone o wykonanie Wspomnień Dzieciństwa (Childhood Memories) i Pieśni Cockeya (Cockeye’s Song) na ścieżce dźwiękowej klasycznego filmu kina gangsterskiego Dawno temu w Ameryce (Once Upon A Time In America). Jego muzykę można usłyszeć również w filmie Karate Kid, a napisany dla niego przez Jamesa Lasta utwór Samotny Pasterz (The Lonely Shepherd) został nagrany z orkiestrą kompozytora i znalazł się później w ścieżce dźwiękowej filmu Quentina Tarantino Kill Bill Vol. 1. W 2015 roku George Zamfir wykonał ten utwór jako gość specjalny na koncercie André Rieu w Bukareszcie.
Aktualnie mieszka i udziela lekcji gry w Bukareszcie.